# Mirza Delibašić
Mirza Delibašić (Tuzla, 9 gennaio 1954 – Sarajevo, 8 dicembre 2001) è stato un cestista jugoslavo, dal 1992 bosniaco.
È riconosciuto come uno dei più grandi e talentuosi giocatori europei di tutti i tempi, nonché uno dei maggiori contributori all'Eurolega di sempre.

## Carriera

### Giocatore
Mirza Delibašić soprannominato "Kinđe" ha portato il suo club, il KK Bosna di Sarajevo a vincere per la prima ed unica volta il Campionato Eurolega nel 1979.
Dopo aver lasciato il KK Bosna, Delibašić andò in Spagna, dove insieme a Juan Corbalán, Wayne Brabender, Fernando Martín, Arvydas Sabonis e Dražen Petrović, è considerato uno dei migliori giocatori di sempre ad aver giocato per il Real Madrid.
Durante gli anni passati nel club spagnolo, Delibašić formò con Dražen Dalipagić, suo compagno anche in nazionale, una coppia di assolute stelle. La loro prestazione in una partita di Eurolega del 1981 contro il KK Cibona di Zagabria giocata proprio in patria è da sempre considerata come un punto saliente delle loro carriere.
Mirza Delibašić segnò 33 punti e Dalipagić 30. La partita si concluse con una straordinaria azione dei due giocatori, tanto che gli stessi tifosi del Cibona dimostrarono tutto il loro apprezzamento con una ovazione, nonostante la pesante sconfitta.
Tra i più grandi giocatori europei, Mirza Delibašić ha vinto tutto quello che c'era da vincere in campo internazionale con la Jugoslavia, incluso l'oro olimpico nel 1980, l'oro nel Campionato Europeo nel 1975 e nel 1977 e l'oro nel Campionato del Mondo nel 1978, senza contare i molti titoli in competizioni europee per club.
Nell'estate del 1983 fu ingaggiato dalla Juvecaserta, club appena promosso in serie A1, in quegli anni guidato in panchina dal suo vecchio allenatore al Bosna Bogdan Tanjević, il quale scelse lui per sostituire il ritirato Zoran Slavnić e affiancarlo all'altra stella della formazione, il brasiliano Oscar Schmidt. Durante la preparazione estiva, nella quale Mirza Delibašić ha anche smesso con fumo e alcol su preciso ordine di coach Tanjević, si giocano le prime partite amichevoli, ma nell'agosto di quell'anno Delibašić fu vittima di un'emorragia cerebrale irreversibile che quasi lo uccide e lo costrinse al definitivo ritiro dall'attività agonistica, facendo di fatto saltare il trasferimento e non riuscendo a giocare una sola partita nel campionato italiano.

### Dopo il ritiro
Dal ritiro in poi ha vissuto a Sarajevo, anche durante l'assedio della città. I suoi ultimi anni sono stati caratterizzati da persistenti problemi di salute, soprattutto a causa del forte consumo di alcol, che lo hanno portato alla morte l'8 dicembre del 2001 all'età di soli 47 anni. Diverse migliaia di persone hanno partecipato al suo funerale a Sarajevo e il KK Bosna ha rinominato il proprio impianto in suo onore.

## Palmarès
- YUBA liga: 2

Bosna: 1977-78, 1979-80
- Campionato spagnolo: 1

Real Madrid: 1981-82
- Coppa di Jugoslavia: 1

Bosna: 1978
- Coppa dei Campioni: 1

Bosna: 1978-79
- Coppa Intercontinentale: 1

Real Madrid: 1981

## Riconoscimenti
In patria è stato uno dei personaggi sportivi più amati di sempre. Nel 2000, è stato scelto come sportivo del XX secolo in Bosnia ed Erzegovina. Un torneo di pallacanestro dedicato alla sua memoria si tiene ogni anno nell'Arena Mirza Delibašić. Nel 2007, è stato inserito nella FIBA Hall of Fame.